# Bombylius alexanderi
Bombylius alexanderi är en tvåvingeart som beskrevs av Paramonov 1940. Bombylius alexanderi ingår i släktet Bombylius och familjen svävflugor. Inga underarter finns listade i Catalogue of Life.